# Шелти (порода морских свинок)
Шелти — (англ. sheltie/silkie) одна из старейших пород морских свинок. В Англии были признаны в 1973 году. В США были признаны в 1932 году как ангорские, а в 1980 как шелти.

## История
Впервые порода шелти была получена в результате скрещивания американской и перуанской пород.

## Внешний вид
У шелти прямая длинная шелковистая шерсть, растущая в направлении от головы, на голове своеобразная грива, на теле розеток не бывает. Свинки рождаются с короткой шерстью, но с трёх недель она начинает отрастать. При достаточном упорстве и правильном уходе, шерсть можно отрастить до 45 см. Средние размеры животных достигают до 30 см в длину и весом до 1,5 кг. Самая родственная порода — коронет.

## Вариации окрасов
- Золотой (с розовыми или темными глазами)
- Красный
- Сиреневый (лиловый)
- Сланцевый (слейт-блю)
- Бежевый
- Буйволиный (бафф)
- Шафран
- Черный
- Белый (с розовыми или темными глазами)
- Кремовый (с розовыми или темными глазами)
- Шоколад
- Золотой Агути
- Золотой Солид-Агути
- Серебристый Агути
- Серебристый Солид-Агути
- Серый (коричный) Агути
- Серый (коричный) Солид-Агути
- Циннамон Агути
- Шоколадный Агути
- Цветовые вариации Аргентов
- Красный Чалый
- Черный Чалый
- Цветной Чалый
- Черный Далматин
- Красный Далматин
- Шоколадный Далматин
- Лиловый Далматин
- Агути Далматин
- Цветной Далматин